# Gà New Hampshire
Gà New Hampshire là giống gà xuất xứ từ New Hampshire, Rhode island, chúng được chọn lọc chủ yếu ở bang Newhamshire để chuyên cho trứng và thịt.

## Đặc điểm
Gà nặng 2,9 kg, trọng lượng gà mái trưởng thành nặng 2,3 – 3 kg, gà trống nặng 3,5 – 4 kg. Gà con chậm lớn (ở 10 tuần tuổi nặng khoảng 1,2 - 1,4 kg). Chúng có lông màu vàng nâu với lông xanh đen điểm vùng cuối cánh và đuôi, mồng đơn trung bình, chân và da màu vàng. Phẩm chất thịt thơm ngon, năng suất trứng đạt khoảng 200 - 220 quả /năm, trứng nặng khoảng 60g.
Gà Newhamshire được sử dụng để tạo ra các giống gà chuyên trứng có sức sống cao. Với đặc điểm thuận lợi đó là sự di truyền màu sắc lông theo giới tính (autosex) nên gà Newhamshire được sử dụng trong công tác phân biệt trống mái theo màu lông khi gà con mới nở, điều này đã đem lại nhiều lợi ích như giảm chi phí thức ăn, công sức và diện tích nuôi gà hậu bị.
Các giống gà New Hampshire và gà Orpington buff tạo ra gà con màu da bò (buff). Gà trống con có những vạch trắng đứt quãng ở phía trên khớp vai, gà mái con thường có những đốm đen hay nâu trên đầu, hay thậm chí những sọc màu nâu mờ trên lưng, cùng với giống gà Buckeye dù chúng có nhiều lông tơ hơn. Trong một số trường hợp, gà trống màu da bò và gà mái có thể được nhận biết bằng một đốm đen trên đỉnh đầu và có thể có một vài sọc đen và nâu trên lưng.